# پرها (فیلم)
پرها (به انگلیسی: Feathers) یک فیلم استرالیایی است که در سال ۱۹۸۷ منتشر شد.